# بنك باكستان الإسلامي
بنك باكستان الإسلامي المحدود هو مصرف إسلامي باكستاني مقره في كراتشي ، باكستان . لديها 340 فرعا في 114 مدينة في باكستان.
وكان أول بنك تجاري إسلامي يحصل على ترخيص مصرفي إسلامي بموجب السياسة المصرفية الإسلامية لعام 2003 من بنك الدولة الباكستاني في 31 مارس 2005. بدأ البنك عملياته اعتبارًا من 7 أبريل 2006، ويقدم خدمات مصرفية تجزئة متوافقة مع الشريعة الإسلامية، والخدمات المصرفية الاستثمارية، والخدمات المصرفية للعملاء، ومنتجات التمويل التجاري. يعتزم البنك التركيز على إدارة الثروات باعتبارها المجال الأساسي للأعمال التجارية ويخطط لإطلاق منتجات خاصة قريبًا وخدمات تخطيط مالي متكاملة.
يتمتع البنك بحضور على الصعيد الوطني، وتتكون شبكة فروعه من 213 فرعًا موزعة على 80 مدينة في باكستان. مع اندماج كاسب بنك في 7 مايو 2015، أصبحت جميع فروع كاسب بنك البالغ عددها 104 فروعًا جزءًا من شبكة فروع بنك باكستان إسلامي. يعد بنك إسلامى الآن أكبر شبكة مصرفية في البلاد في المرتبة 11، حيث يضم 317 فرعًا في 93 مدينة على مستوى الدولة. [بحاجة لمصدر]
تم تصور فكرة بنك الإسلام من قبل جهانكير صديقي وشركاه المحدودة وعائلة رانديري في أواخر عام 2003. وعُين السيد حسن أ. بلجرامي مستشاراً لمقدمي مشروع القرار في 16 مارس 2004 لإضفاء الطابع الرسمي على الفكرة. قدم ورقة مفاهيم البنك الإسلامي إلى الرعاة في 24 مارس 2004. ثم أعدت خطة عمل تفصيلية وقدم طلب رسمي إلى بنك الدولة الباكستاني في 26 أيار / مايو 2004. في 26 سبتمبر 2005، انضم بنك دبي إلى الجهات الراعية وأصبح أحد المساهمين المؤسسين للبنك الإسلامي باستثمار 18.75% في إجمالي رأس المال.

## روابط خارجية
- الموقع الرسمي